# عقیل، عقیل
عقیل، عقیل نام یکی از داستان‌های محمود دولت‌آبادی است که در سال ۱۳۵۱ آن را نوشته‌است. این داستان مانند بسیاری از آثار دیگر دولت‌آبادی به مشکلات مردم روستایی می‌پردازد.

## خلاصهٔ داستان
داستان در مورد زلزله‌ای است که در یکی از روستاهای خراسان اتفاق می‌افتد. شخصیت اصلی داستان، عقیل خانواده و خویشان خود، به جز شهربانو دخترش و تیمور پسرش را از دست می‌دهد. عقیل به همراه دخترش برای دیدن تیمور که در سربازی به سر می‌برد می‌شود اما دخترش در مسیر تلف می‌گردد و به تنهایی به مسیر خود ادامه می‌دهد. عقیل بعد گشتن فراوان نمی‌تواند ردی از وی در پادگان می‌یابد. امیدوار برای دیدن او راهی پادگان می‌شود که در نهایت موفق به دیدن تیمور نمی‌شود.

### زبان داستان
داستان عقیل، عقیل مانند بسیاری از داستان‌های دیگر دولت‌آبادی از زبانی محکم و استوار بهره می‌گیرد. روابط علت و معلولی منطقی در کل داستان دیده می‌شود و توصیفات دقیق و هنری جلوه خاصی به داستان می‌دهد. استفاده از کلمات گوناگون و پخته نثر داستان را روان و تأثیرگذار می‌کند.